# İsgəndər Həmidov
İsgəndər Məcid oğlu Həmidov (pueblo de Bağlıpəyə, región de Kəlbəcər, 10 de abril de 1948-26 de febrero de 2020) fue un político azerí. Ejerció como ministro del Interior de Azerbaiyán entre 1992 y 1993, durante el gobierno del Partido del Frente Popular.

## Actividad política
Como presidente del Partido Demócrata Nacional, conocidos informalmente como los Lobos grises, Həmidov abogó para la creación de una Gran Turquía, que incluiría el norte de Irán, y cuyos límites se iban a extender hacia Siberia, India y China. Se hizo célebre por haber amenazado a Armenia con un ataque nuclear, a pesar de que Azerbaiyán no poseía ningún arma nuclear.
Həmidov renunció como ministro del Interior en 1993. En 1995, fue detenido y condenado a catorce meses de cárcel por malversación de fondos estatales, pero Amnistía Internacional y el Consejo de Europa lo catalogaron como un prisionero político. Fue indultado en 2004, mediante un decreto promulgado por el presidente İlham Əliyev.